# 52-я пехотная дивизия (вермахт)
52-я пехотная дивизия (нем. 52. Infanterie-Division) — тактическое соединение сухопутных войск вооружённых сил нацистской Германии периода Второй мировой войны.

## История
52-я пехотная дивизия была сформирована 26 августа 1939 года в ходе второй волны мобилизации. Размещалась в городе Зигене на западе Германии. Часть личного и командного состава впоследствии сформировались в 339-ю пехотную дивизию. В 1939 году дивизия была передислоцирована в Саар и Пфальц для охраны западных границ Германии, затем отправилась на резервные квартиры в Кюзеле.
В 1940 году 52-я дивизия вошла в состав 12-й полевой армии и в июне 1940 года вторглась в Люксембург, Бельгию и Северную Францию. Совместно солдаты дивизии, форсировав реку Эну, вторглись в Шампань и заняли город Дижон. 
В 1941 году переброшена к границам СССР и приняла участие в операции «Барбаросса». Пройдя через Вильнюс и Минск во втором эшелоне группы армий "Центр", вступила в бой в середине июля 1941 года в Бобруйском сражении и участвовала в боях под Рогачёвом.
Позже форсировала Десну и Больву, захватила Сухиничи и Калугу. На реке Протва дивизия впервые была вынуждена перейти к обороне. Зимой 1941 года участвовала в боях под Таруссой, затем из-за холодов и контрударов отступила в Юхнов через Дечино.
В дальнейшем дивизия была расквартирована в Рославле для борьбы с партизанами. Весной 1943 года дивизия заняла Малое Берёзово, обороняясь от советских войск и ведя там изматывающие бои. В течение войны дивизия фигурировала в группах армий «Север» и «Центр», а в октябре 1943 года после очередного сражения с советскими войсками понесла крупные потери и фактически была уничтожена. Остатки солдат бежали и вошли в новообразованную учебную полевую дивизию с тем же номером.

## Дислокации
- Германия (август 1939 — май 1940)
- Франция (май 1940 — июнь 1941)
- СССР (июнь 1941 — ноябрь 1943);
- Германия (ноябрь — декабрь 1943);
- СССР (декабрь 1943 — октябрь 1944)

## Командование
| Срок службы                      | Звание            | Имя                  |
| -------------------------------- | ----------------- | -------------------- |
| 1 сентября — 8 сентября 1939     | Генерал-майор     | Карл-Адольф Холлидт  |
| 8 сентября 1939 — 5 октября 1940 | Генерал-лейтенант | Ганс-Юрген фон Арним |
| 5 октября 1940 — 1 ноября 1942   | Генерал-лейтенант | Лотар Рендулич       |
| 1 ноября 1942 — 1 ноября 1943    | Генерал-лейтенант | Рудольф Пешель       |